# Anaya Nayanar
Anaya Nayanar, també conegut com a Anaya i Anayar, és un sant Nayanar, venerat en la secta hindú xivaista. Anaya ocupa el lloc 14 dels 63 Nayanar. La seua interpretació del Panchakshara, mantra de cinc síl·labes, amb la seua flauta, complagué tant al déu suprem, Xiva, que s'endugué Anaya al món etern.

## Vida
La vida d'Anayar es descriu en el Periya Puranam, també anomenat Thirutthondar Puranam, de Sekkizhar, que és un document de les Històries del Nayanmar, 63. Anaya s'hi descriu com un Cowherd, ஆயர் o Aayar. Anayar va nàixer i va viure a Tirumangalam, ara en l'estat indi de Tamil Nadu. En temps d'Anayar, Tirumangalam formava part del Regne de Mazhanadu, districte modern de Tiruchirappal·li. Tirumangalam és un lloc de peregrinació, famós pel seu temple Samavedeshvarar, dedicat al Senyor Suprem Xiva. Anayar solia cuidar vaques i portar-les a pastar als afores de la ciutat. Protegia el bestiar de malalties i de les bèsties de presa. Anayar s'untava la pell amb cendra sagrada (நீறு). Als prats, solia tocar el Panchakshara, Cinc cartes, el mantra del Senyor Suprem Xiva en la flauta. La música era la seua manera d'adorar a Xiva. Un versicle de Periya Puranam diu que va fer una flauta de bambú, seguint les regles de les Escriptures.
Un dia, al començament del monsó, Anayar tocava la «Sagrada paraula de 5 lletres» en la flauta sota l'arbre konrai, que és sagrat per a Xiva, en un jardí d'arbres konrai en flor. El Periya Puranam dedica uns versos per descriure la bellesa natural de l'indret. Els sons meliflus seduïen els animals. Les vaques deixaren de pastar, els vedells deixaren de beure llet i els ocells deixaren de cantar escoltaven captivats. Els paons ballaven d'alegria mentre que els toros i altres animals salvatges s'inclinaven de joia. Els enemics mortals com la serp i el paó, el lleó i l'elefant, el tigre i el cérvol s'ajuntaren. El vent deixà de bufar, el riu es va calmar i les ones es van ralentir per escoltar la música divina. Els savis del bosc s'aplegaren. Els éssers celestials com Deva, Kinnara i Vidyadhara baixaren del cel. Finalment, el Xiva hi va aparéixer amb la dea Uma, complaguda per la melodia, i va beneir a Anayar. Xiva s'emportà Anayar amb ell al seu estatge etern, Kailasa.

## Iconografia i records
Està representat de manera molt semblant a la iconografia de Venugopala, una forma de Krixna, a qui també se'l descriu com un vaquer. Com Venugopala, se'l representa tocant la venu, flauta, en una postura relaxada amb una cama encreuada davant de l'altra. Això sovint fa confondre les escultures de Venugopala i Anaya Nayanar.
Un dels Nayanar més prominents, Sundarar, del segle VIII, l'esmenta, anomenant-lo Anayan de Mankai, en l'himne a diversos sants Nayanar.
És especialment venerat en el mes tamil de Karthikai, quan la lluna entra en el Fins a nakshatra o mansió lunar. Rep culte col·lectiu com a part dels 63 Nayanar. Les seues icones i breus relats de les seues gestes es troben en molts temples de Xiva a Tamil Nadu. Les seues imatges es trauen en processó en els festivals.